# 俄克拉荷马州立大学系统
俄克拉荷马州立大学系统是俄克拉荷马州的一个公立大学系统，是俄克拉荷马州最大的大学系统，共有34,455名学生入学，由四所综合性大学和一个健康科学中心组成。该系统的旗舰大学是位于斯蒂尔沃特的俄克拉荷马州立大学。